# Руденко, Геннадий Борисович
Генна́дий Бори́сович Руде́нко (род. 10 мая 1972) — украинский политик.
Бывший народный депутат Украины.
Родился 10.05.1972 (г. Лохвица, Полтавская область).
Образование: Мелитопольский государственный педагогический институт (1999), учитель биологии; Киевский национальный экономический университет (2002), «Международная экономика».
Народный депутат Украины 4-го созыва с апреля 2002 до апреля 2006, избирательный округ № 149, Полтавская область, выдвинут Блоком «За единую Украину!». «За» 22,51 %, 15 соперников. На время выборов: советник президента корпорации «Укргазконтракт» (г. Миргород Полтавской области), член АПУ. Член фракции «Единая Украина» (05.-09.2002), член фракции СДПУ(О) (09.2002-02.2005), внефракционный (02.-09.2005), член фракции НДП и партии «Трудовая Украина» (09.-10.2005). Член Комитета по вопросам экологической политики, природопользования и ликвидации последствий Чернобыльской катастрофы (с июня 2002), председатель Комитета по вопросам экологической политики, природопользования и ликвидации последствий Чернобыльской катастрофы (с февраля 2003).
- 1993-1996 — главный бухгалтер частной коммерческой фирмы «Кора».
- 1996-1999 — начальник управления АОЗТ «Интергаз»; вице-президент, корпорация «Укргазконтракт»; первый заместитель генерального директора ДК "Торговый дом «Газ Украины».
- 2000-2002 — советник президента корпорации «Укргазконтракт».

Доверенное лицо кандидата на пост Президента Украины В. Януковича в ТИО № 151 (2004—2005).
Член президиума Политсовета Политической партии «Трудовая Украина» (04-11.2005).